# ليونارد فولكنير
ليونارد فولكنير (بالإنجليزية: Leonard Faulkner)‏ هو كاهن كاثوليكي أسترالي، ولد في 5 ديسمبر 1926 في Booleroo Centre ‏ في أستراليا، وتوفي في 6 مايو 2018 في أديلايد في أستراليا.